# Kristian Leth
Pour les articles homonymes, voir Leth.
Kristian Leth, né le 27 mars 1980, est un musicien, acteur, écrivain, journaliste et chanteur danois.

## Filmographie partielle

### Comme compositeur

#### Au cinéma
- 2004 : Således skete det (da) de Tea Lindeburg (court métrage)
- 2009 : Næste gang bliver vi fugle (da) de Max Kestner (court métrage)
- 2010 : The Erotic Man (da) (Det erotiske menneske) de Jørgen Leth
- 2013 : Jeg taler til jer - John Kørners verden (da) de Jørgen Leth
- 2015 : Pelota II (eu)
- 2021 : La Dernière Nuit de Lise Broholm

#### À la télévision
- 2008 : Normalerweize (da) (bande originale African Import et Stripper Jens, série télévisée, 10 épisodes)
- 2012 : Palma i USA (mini-série télévisée)
- 2012-2020 : Rita (co-compositeur, série télévisée, 39 épisodes)
- 2017-2018 : Au nom du père (série télévisée, 20 épisodes)
- 2020 : Equinox (série télévisée, 6 épisodes)

### Comme acteur

#### Au cinéma
- 1989 : Notater om kærligheden (da) de Jørgen Leth (comme Christian Uldal-Leth)
- 2002 : Minor Mishaps (Små ulykker) d'Annette K. Olesen : Pelle Olsen
- 2003 : Midsommer (da) de Carsten Myllerup : Christian
- 2004 : Min søsters børn i Ægypten (da) de Søren Frellesen, Lars Mering et Anne-Marie Olesen : Mathias
- 2005 : Anklaget : Mand 1
- 2005 : Højdeskræk (da) de Jacob Tschernia : Thomas (court métrage)

#### À la télévision
- 1995-1998 : Hjem til fem (da) : Jesper (série télévisée, 5 épisodes ; comme Christian Uldal Leth)
- 1995 : Alletiders nisse (da) : Bror (série télévisée, 1 épisode)
- 2000 : Jul på Kronborg (da) : Robert 'Romeo' Meinert Olsen (3 épisodes, série télévisée)

### Comme scénariste
- 2007 : Liga dk (série télévisée, 12 épisodes)

## Récompenses et distinctions
- (en) Kristian Leth: Awards, sur l'Internet Movie Database